# Boris Asafjev

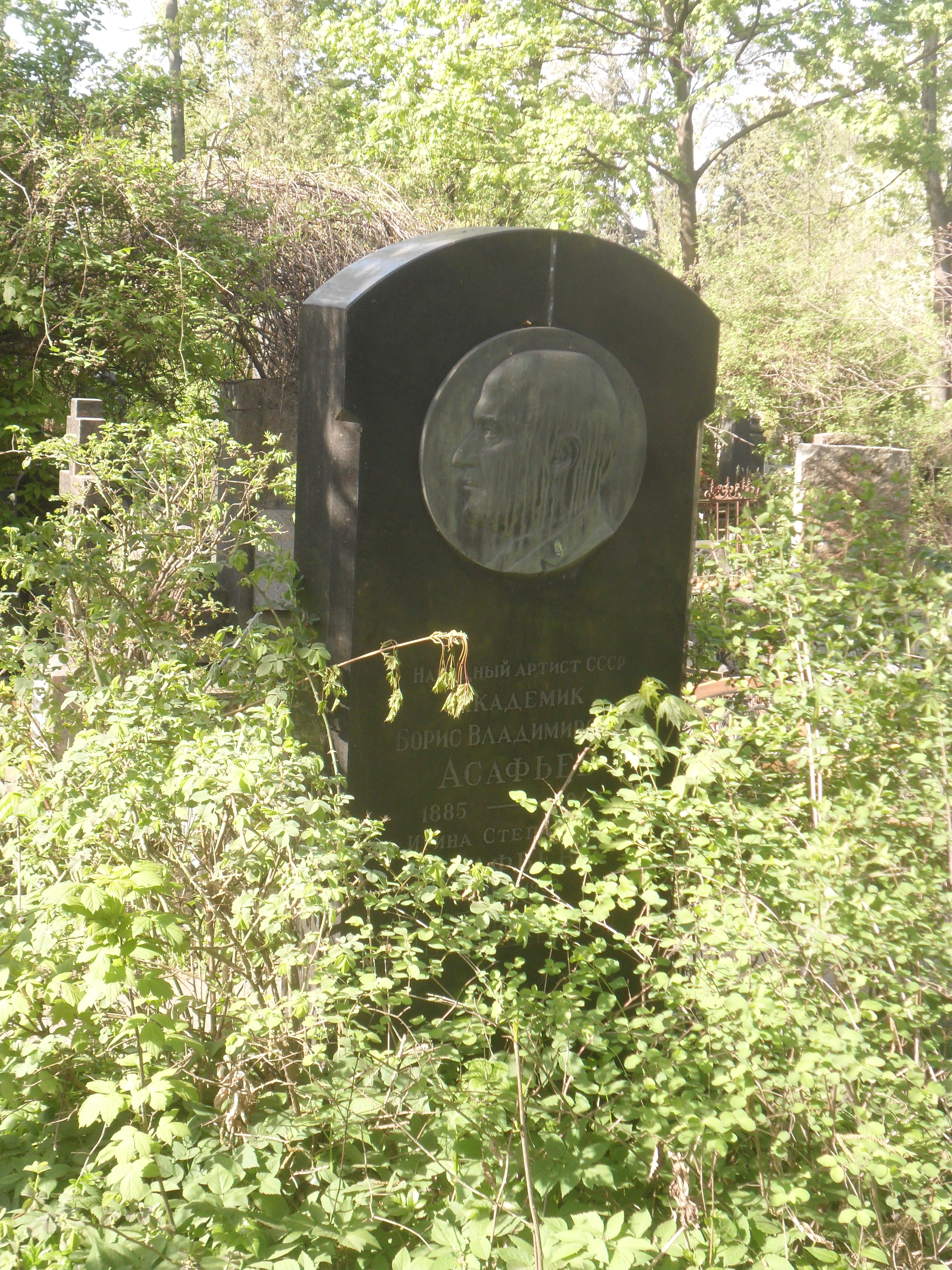
Graf van Boris Asafjev op de Novodevitsjibegraafplaats

Boris Vladimirovitsj Asafjev (Russisch: Борис Владимирович Асафьев) (Sint-Petersburg, 29 juli 1884 - Moskou, 27 januari 1949) was een Russische componist en auteur.

## Levensloop
Hij studeerde filosofie aan de universiteit van Sint Petersburg en muziek aan het Konservatorija im. N.V.Rimskogo-Korsakova (Russisch: Санкт-Петербургская государственная консерватория имени Н.А. Римского-Корсакова), waar hij later werd benoemd als professor. Hij schreef ettelijke boeken over componisten, onder meer Glinka, Tsjaikovski, Skriabin, en Stravinsky en Russische muziek onder het pseudoniem Igor Glebov.
Composities zijn onder andere: 9 opera's waaronder Cinderella, De storm, Een feest in de tijd van pestilentie en De bronzen ruiter. balletten zoals Solveig, De fontein van Bakhchisserai, Verloren illusies, De schoonheid is gelukkig, Makar Chudra en Kerstavond. Verder incidentele muziek bij toneelstukken van Shakespeare, Tirso de Molina, Sophocles en Schiller, 4 symfonieën etc.